# Central Milton Keynes
Central Milton Keynes – dzielnica biznesowa miasta Milton Keynes, a także civil parish w dystrykcie (unitary authority) Milton Keynes, w Buckinghamshire, w Anglii. W 2011 roku civil parish liczyła 2726 mieszkańców.